# جولیان فورته

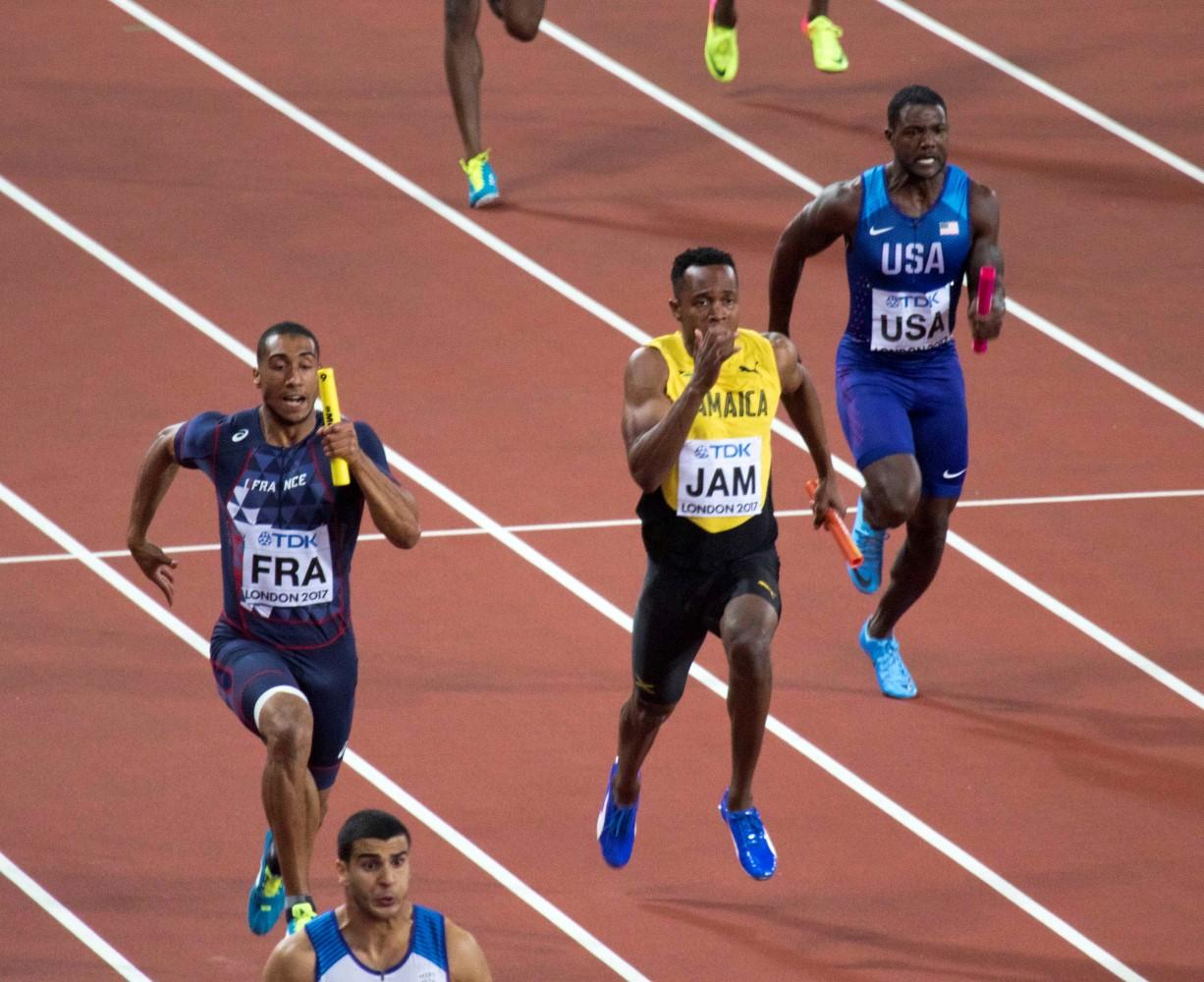
جولیان فورته با لباس زرد رنگ

جولیان فورته (انگلیسی: Julian Forte؛ زادهٔ ۷ ژانویهٔ ۱۹۹۳) دونده سرعت اهل جامائیکا است.